# 硝酸四氨合铜
硝酸四氨合铜（缩写：TACN）是一种无机化合物，化学式为[Cu(NH3)4](NO3)2。该化合物加热至257℃左右爆炸，产物是氧化铜。

## 制备
硝酸四氨合铜可由硝酸铜和氨水的反应制备：
Cu(NO3)2 + 4NH3 → [Cu(NH3)4](NO3)2
该反应为放热反应。硝酸四氨合铜易风化，因此最好使用干燥皿干燥。

## 化学性质
硝酸四氨合铜可以和酸反应：
[Cu(NH3)4](NO3)2 + 4 HNO3 → Cu(NO3)2 + 4 NH4NO3